# Soatá (kommun)
Soatá är en kommun i Colombia.   Den ligger i departementet Boyacá, i den centrala delen av landet, 240 km nordost om huvudstaden Bogotá. Antalet invånare är 9 313. Arean är 111 kvadratkilometer.
Terrängen i Soatá är huvudsakligen bergig, men den allra närmaste omgivningen är kuperad.